# Ernst Goldenbaum

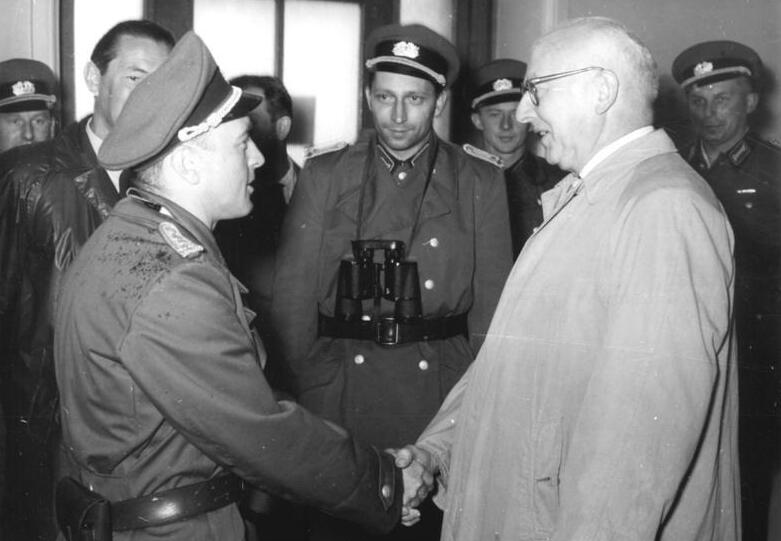
Ernst Goldenbaum wśród funkcjonariuszy Volkspolizei

Ernst Goldenbaum (ur. 15 grudnia 1898 w Parchim, zm. 13 marca 1990 w Berlinie) – niemiecki polityk, przewodniczący Demokratycznej Partii Rolników (1948–1982) oraz wiceprzewodniczący Rady Państwa (1976–1990). 

## Życiorys
Po ukończeniu szkoły w 1913 pracował jako rolnik. W 1917 zaciągnięty do wojska, w czasie działań wojennych został ranny. Uczestniczył w tzw. rewolucji listopadowej w Schwerinie. 
W 1919 wstąpił do USPD, a później do KPD, gdzie zasiadał w zarządzie na Meklemburgię. Zatrudniony w przemyśle współpracował z KPD redagując jej pismo „Volkswacht” (do 1932). Prowadził również szkolenia partyjne. Od 1923 do 1925 pełnił obowiązki burmistrza rodzinnego Parchim. Sprawował mandat członka landtagu w Meklemburgii-Schwerinie (1924–1926, 1929–1932). Po dojściu NSDAP do władzy powrócił do zajęć rolnika. W 1944 ze względu na nielegalną działalność aresztowany i zesłany do obozu w Neuengamme. Pod koniec wojny został załadowany na statek Cap Arcona, jako jeden z nielicznych przeżył jego katastrofę. 
Po powrocie do Parchim lokalna komendantura sowiecka mianowała go burmistrzem. Na jesieni objął obowiązki szefa komisji krajowej ds. reformy rolnej, którą kierował Johannes Warnke. Do 1949 kierował wydziałem rolnym w ministerstwie rolnictwa Meklemburgii. Od 1946 członek SED, zasiadł w jej zarządzie. Z ramienia komunistów sprawował mandat posła do landtagu Meklemburgii (1946–1952). Sprawował funkcję ministra rolnictwa i leśnictwa Meklemburgii. 
W 1948 został oddelegowany do tworzonej przez SED Demokratycznej Partii Rolników, którą kierował do 1982. Po 1982 zachował funkcję honorowego prezesa. W 1950 nominowany do Izby Ludowej, gdzie w latach 1950–1958 pełnił obowiązki przewodniczącego Komisji ds. Rolnictwa i Leśnictwa. Od 1950 do 1963 był wiceprzewodniczącym Izby, a do 1976 członkiem jej Prezydium. W 1976 mianowano go wiceprzewodniczącym Rady Państwa. 
Odznaczony m.in. Orderem Karla Marksa oraz Orderem Zasług dla Ojczyzny.

## Publikacje
- „Die deutschen Bauern in Vergangenheit und Gegenwart”, Berlin 1950
- „Treue Kampfgefährten und Mitgestalter auf den Bahnen des Sozialismus. Aus Reden und Aufsätzen”, Berlin 1978